# دینسترول
دینسترول (به انگلیسی: Dinestrol) دارویی از رده درمانی داروهای استروژنیک است.

## موارد مصرف
استروژن‌سنتتیک است.

## مکانیسم اثر
مشابه استروژن‌ها می‌باشد.

## عوارض جانبی
- مشابه استروژن‌ها.